# Sällskapsresan (musikal)
Sällskapsresan är en svensk musikal med urpremiär på Nöjesteatern i Malmö 23 oktober 2015.
Sällskapsresan baserar sig på Lasse Åbergs och Bo Jonssons populära film Sällskapsresan från 1980 och följer i stort den historien med dess rollgalleri och igenkännbara repliker med mera. Även musiken med flera välkända melodier av Bengt Palmers återfinns i musikalen och tillsammans med Jakob Skarin har Bengt Palmers skrivit föreställningens övriga musik, manus och sångtexter. Musikalen utspelar sig i Stockholm och på Gran Canaria vid juletid år 1979.

## Handling
Den ingenjörstuderande Stig Helmer Olsson arbetar som kontrollant av brödrostar och stöter i den gråtrista vinterkvällen på parkeringsvakten Majsan utanför en resebyrå, som erbjuder julresor till söderns sol, dit Majsan är på väg. Stig Helmer får en impuls att köpa en biljett även han men blir förskräckt när han inser att resan går med flyg. På en klinik för behandling mot flygrädsla blir han av läkaren ombedd att ta med en "julklapp" åt dennes föregivna "släkting" på Gran Canaria, ett paket som innehåller medresenären affärsmannen Gösta Angeruds gömda pengar för en fastighetsinvestering på Gran Canaria, eftersom det vid denna tid var restriktioner för större valutatransaktioner mellan länder. På flygplatsen blir han bekant med den teknikfrälste norrmannen Ole Bramserud och andra resenärer, som Majsan och hennes syster Sivan, de jovialiska alkoholisterna Berra och Robban, det nygifta paret Storch med nyköpt filmkamera och den vresige Gösta Angerud, som ovan vid charterstandard klagar på det mesta.
Väl framme i "Nueva Estocolmo" får Stig Helmer dela rum med Ole och de börjar trevande uppvakta Majsan och Sivan. Då Stig Helmers väska försvunnit i flyghanteringen bestämmer sig de båda för att ordna en ny "julklapp" att lämna till "släktingen" som avtalat, varför Göstas pengar aldrig når fram. Berra och Robban ägnar veckan åt att söka efter den rekommenderade "paradisbaren" med speciell starksprit att smuggla hem, Pepes Bodega. Reseledaren Lasse håller morgongymnastik för en minskande grupp "semestermotionärer", hotellivet i solen rullar på med grisfest, relationsliv, julfest etc. Slutligen kommer Stig Helmers väska tillrätta med åtföljande överraskningar och drömmar om Rio de Janeiro.

## Urproduktionen
Uruppsättningen på Nöjesteatern producerades av Julius Malmström med regi av Anders Albien, koreografi av Sian Playsted, scenografi av Fredrik Dillberg, kostymer av Marianne Lunderquist, ljusdesign av Palle Palmé och kapellmästare/musikarrangör för orkestern Björn Claeson. Produktionen fick överlag ett positivt mottagande i media. Sven Melander kreerade här samma roll som han spelade i filmen 1980.
Uppsättningen fick hösten 2016 nypremiär på Chinateatern i Stockholm med Tomas Bolme i rollen som "Robban".

### I rollerna
- Stig Helmer – Anders "Ankan" Johansson
- Ole – Hans-Erik Dyvik Husby
- Majsan – Frida Bergh
- Sivan – Nina Pressing
- Berra – Sven Melander
- Robban – Stefan Ljungqvist (Stockholm: Tomas Bolme)
- Gösta Angerud – Fredrik Dolk
- Lasse, reseledare – Cornelius Löfmark
- Herr Storch m fl – Daniel Träff
- Fru Storch m fl – Kristina Hahne
- Dr B. A:son Levander m fl – Olof Ramel

Övriga ensemblen: Charlotte Zettergren, Aimee Wentzel, Fredrik Wentzel, Simon Laufer, Sara Axelsson